# Klingeltransformator

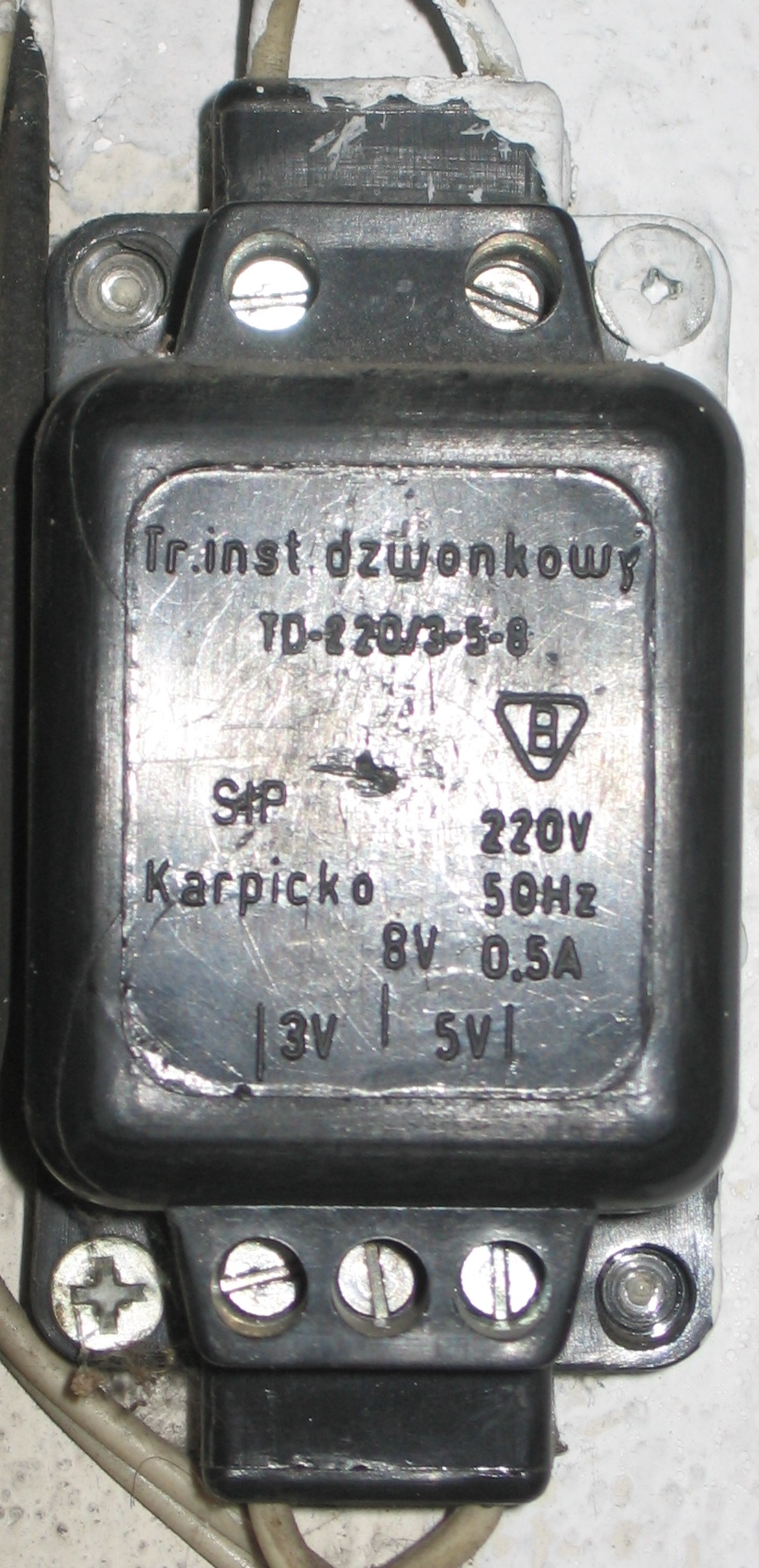
Alter Klingeltransformator

Ein Klingeltransformator ist ein Transformator, der eine Sicherheitskleinspannung zum Betrieb von Türsignalanlagen (Klingel, Summer oder Gong) erzeugt und dauernd an die Netzspannung angeschlossen ist.
Gemäß DIN EN 61558-2-8:2011-03 bzw. VDE 0570-2-8:2011-03 (Sicherheit von Transformatoren, Drosseln, Netzgeräten und entsprechender Kombinationen - Teil 2-8: Besondere Anforderungen und Prüfungen an Transformatoren und Netzgeräten für Klingeln und Läutewerke) müssen Klingeltransformatoren und Sicherheitstransformatoren „unbedingt kurzschlussfest“ sein.

## Aufbau und Besonderheiten

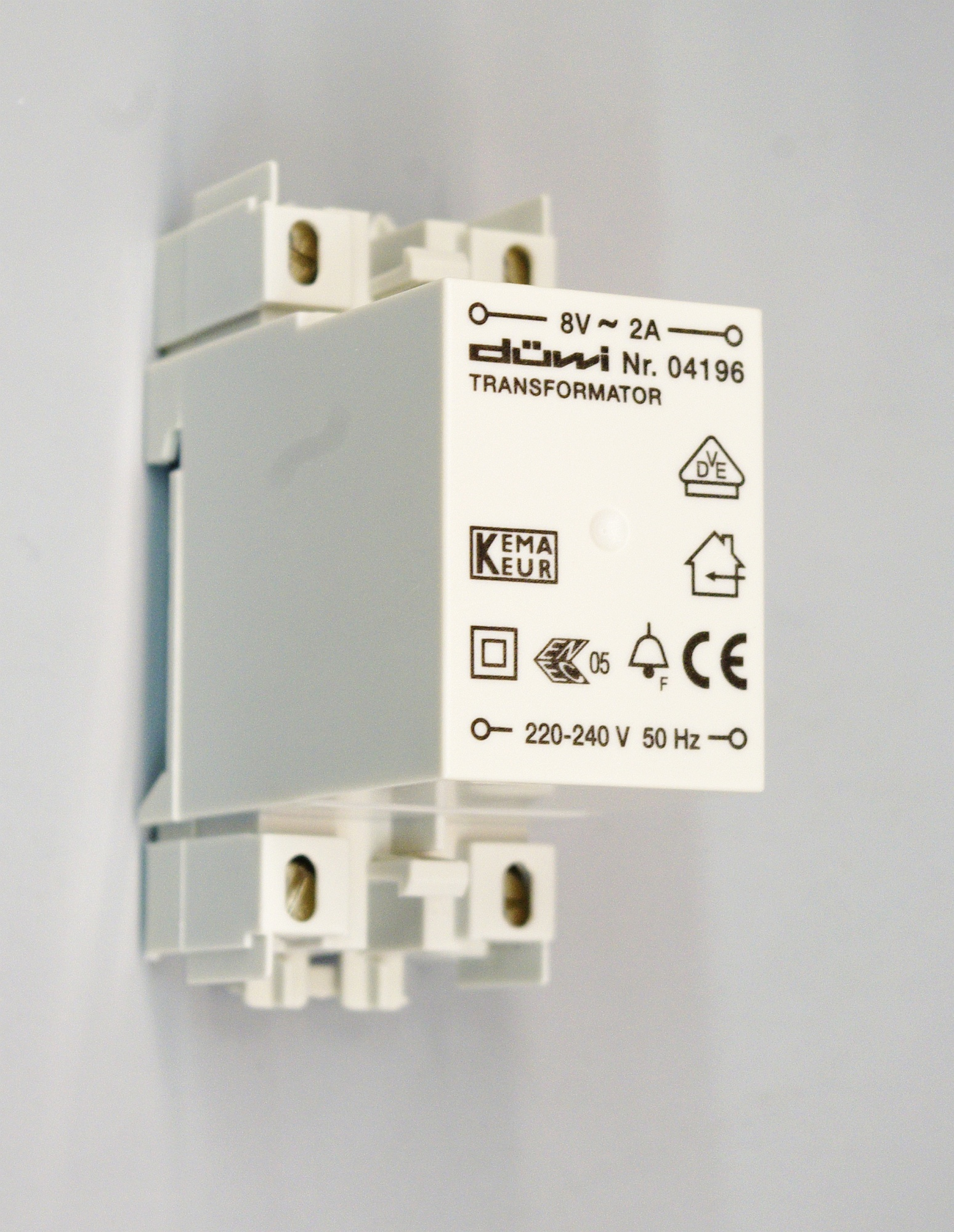
Klingeltransformator für Hutschienenmontage

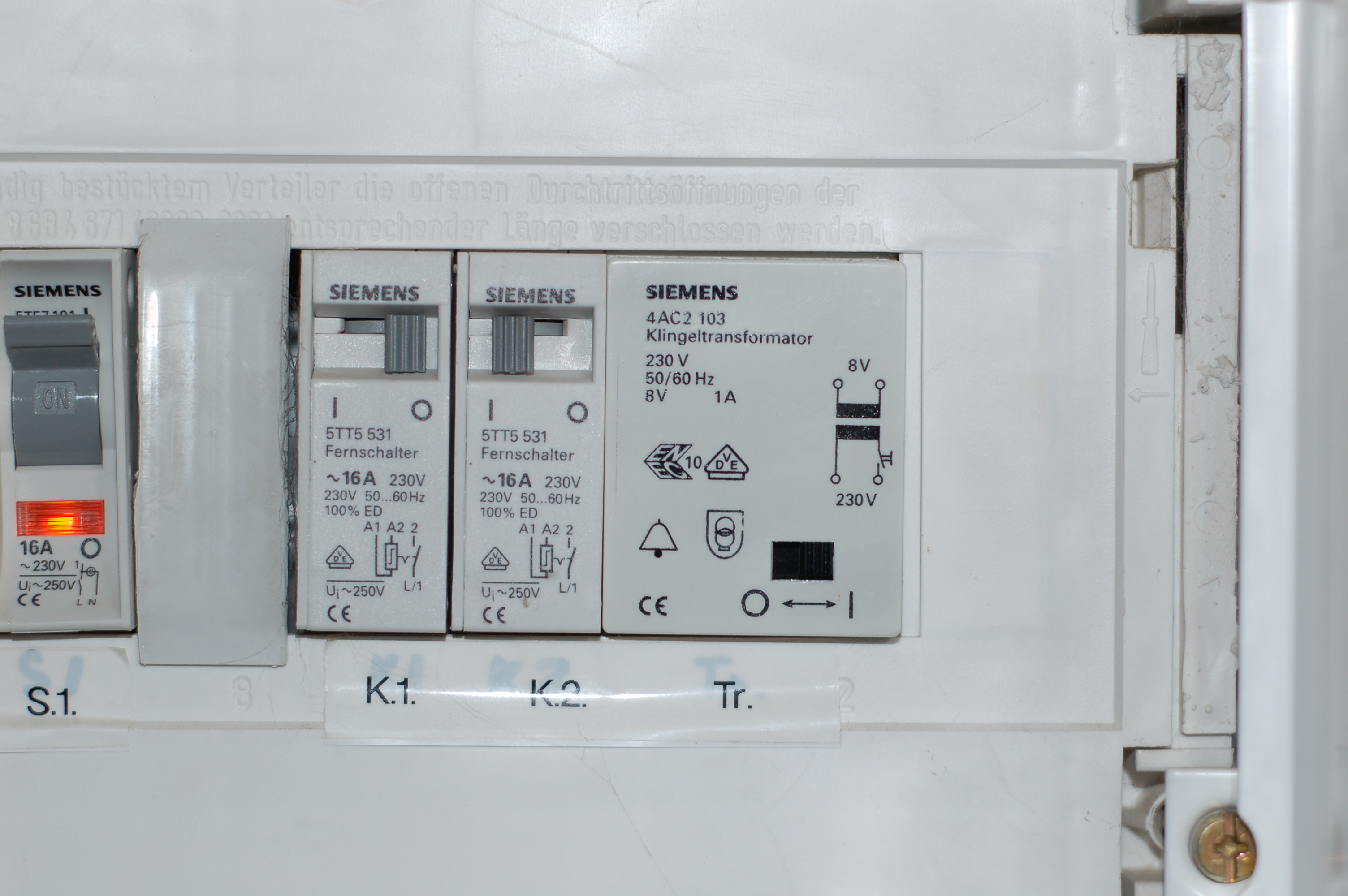
Klingeltransformator in Unterverteilung eingebaut

Bei Klingeltransformatoren sind der Kernquerschnitt, dessen Konstruktion und der ohmsche Widerstand der Wicklungen so gewählt, dass der bei einem Kurzschluss in der Sekundärwicklung fließende Strom zu keiner unzulässigen Erwärmung des Transformators führt. Die Kurzschlussfestigkeit kann auch durch eine selbstrückstellende Sicherung gewährleistet sein.
Klingeltransformatoren sind Sicherheitstransformatoren, das heißt, sie besitzen zwischen Primär- und Sekundärwicklung eine doppelte oder verstärkte Isolierung.
Die Bemessungsleistung von Transformatoren für Klingeln und Läutewerke beträgt laut DIN EN 61558-2-8:2011-03 (VDE 0570-2-8:2011-03) maximal 100 VA. Die Leerlauf-Ausgangsspannung darf maximal 33 V Wechselspannung oder (bei Geräten mit eingebautem Gleichrichter) 46 V Gleichspannung nicht überschreiten, und die Bemessungs-Ausgangsspannung darf maximal 24 V Wechselspannung oder 33 V geglättete Gleichspannung betragen.
Klingeltransformatoren sind manchmal so konstruiert, dass die Ausgangsklemmen (Sekundärspannung) frei zugänglich sind, ohne dass die Klemmen der Netzspannung freigelegt werden müssen.
Die Sekundärwicklung hat teilweise mehrere Abgriffe, beispielsweise mit Spannungen von 3 Volt, 5 Volt, 8 Volt oder 12 Volt. Die Leerlaufspannung bei Klingeltransformatoren kann wesentlich höher als die Nennspannung sein.

## Leerlauf-Verlustleistung
Da Klingeltransformatoren ohne Unterbrechung am Stromnetz angeschlossen sind, kommt deren Leerlaufverlustleistung eine große Bedeutung zu. Die Effizienz bei der Nutzung ist hingegen nahezu belanglos. Klingeltransformatoren sollen möglichst geringe Leerverluste haben. Die Leerlaufverluste sind stark von Trafogröße und Bauart abhängig und betragen zum Beispiel 0,2 Watt oder 2,85 Watt.